# Königshof (Essen)

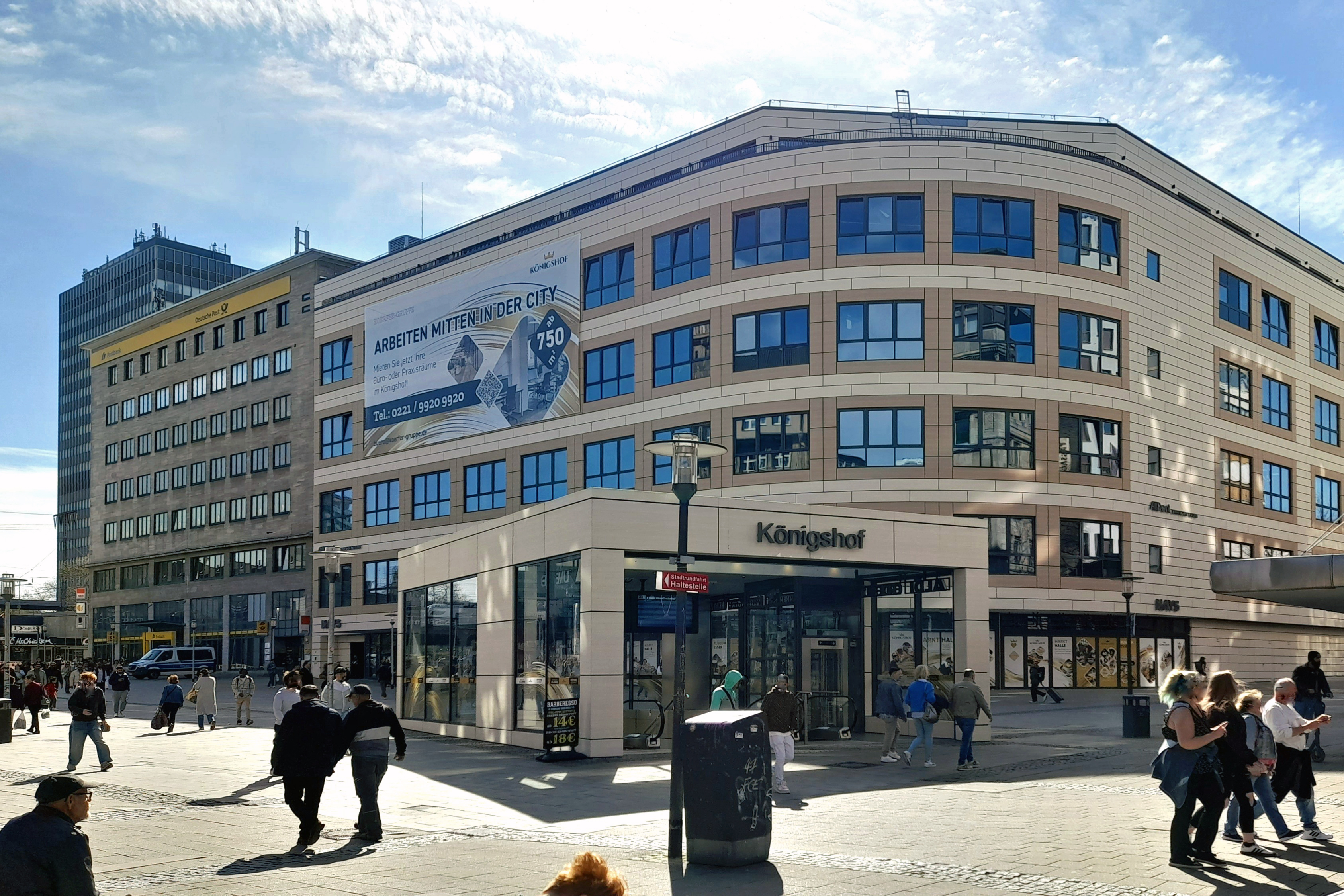
Königshof Essen, 2025

Der Königshof war Anfang des 20. Jahrhunderts ein zentrales Hotel im Essener Stadtkern nahe dem nördlichen Vorplatz des Hauptbahnhofs. Es wurde 1937 abgerissen und durch das Deutsche Familienkaufhaus DeFaKa ersetzt, das nach Zerstörungen im Zweiten Weltkrieg wiederaufgebaut wurde. 1977 wurde an gleicher Stelle das Horten-Warenhaus, zuletzt Galeria Karstadt Kaufhof, errichtet. Seit 2021 wurde dieses Gebäude zu einem neuen Büro- und Geschäftshaus umgebaut, das wieder den alten Namen Königshof trägt. Die Teileröffnung fand am 26. September 2024 statt.

## Geschichte

### Grand Hotel Royal ab 1899

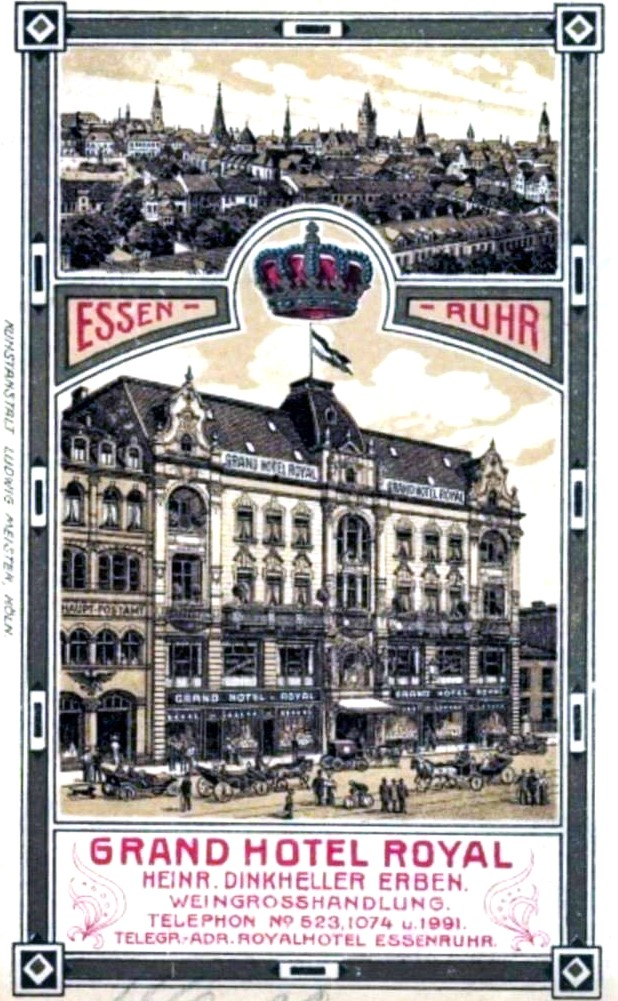
Grand Hotel Royal, später Königshof um 1910

Vor dem Bau des Grand Hotels Royal befand sich auf diesem Grundstück das zweistöckige Haus des Kunstgärtners Karl Böhnert, der seit etwa 1859 die Gestaltung des heutigen Stadtgartens ausführte. In seinem Vorgarten hatte er einen gläserner Ausstellungsraum.
In den Jahren 1898/1899 wurde durch den Architekten Karl Thieme das viergeschossige, neobarocke Grand Hotel Royal an der Kettwiger Straße nahe dem Hauptbahnhof und gegenüber dem späteren Hotel Handelshof errichtet. Im Juli 1900 wurde das Hotel von Amtswegen, nach Konkursverfahren gegen den Besitzer, den Architekten Karl Thieme, geschlossen. Am 28. Oktober 1900 wurde es für 759.100 Mark an den Gastwirt vom Schlachthof am Viehof, Heinrich Dinkheller, zwangsversteigert. Am 4. Dezember des Jahres wurde es durch Max Lückerath neu eröffnet, der den Hotelbetrieb übernahm. Er betrieb bereits das Deutsche Haus in Mönchengladbach. Im Innern des Hotels Royal, das als erster großstädtischer Bau Essens gilt, gab es ein Café mit Wintergarten, einen Festsaal, einen glasbedeckten und beheizten Innenhof, Clubzimmer und Restaurants. Im Erdgeschoss entstand eine Ladenpassage. Mitte Dezember 1909 wurde mit dem Royal-Palais-Theater ein Kino im umgebauten ehemaligen Rokoko-Saal eröffnet, das eine neue Eingangshalle von der Kettwiger Straße aus erhielt. Es existierte bis ins Jahr 1913.

### Hotel Königshof ab 1914
Anfang des Jahres 1912 kaufte die Firma Moritz & Stahl das Grundstück des Grand Hotel Royal für annähernd drei Millionen Mark. Der Hotelbesitzer blieb Heinrich Dinkheller, der in einer Anzeige in der Essener Volkszeitung vom 16. August 1914 folgendes bekannt gab: 

„Hierdurch erlaube ich mir, auch die weitesten Kreise höfl. davon in Kenntnis zu setzen, daß ich aus patriotischen Gründen den Namen meines bisherigen Unternehmens umänderte in Gasthof zum Königlichen Hof Essen-Ruhr.“

 Nach erfolgtem Umbau sollte es ein Weinrestaurant, ein Café, einen Rokoko-Musiksaal, einen Billardsaal, Kegelbahnen, eine altdeutsche Bierstube sowie einen Münchener Löwenbräu-Spezial-Ausschank bieten.
Seit 1903 schloss sich das damalige Gebäude der Hauptpost direkt südlich an das Hotel an. Und im Norden war es seit etwa 1920 ein dreistöckiges Geschäftshaus mit abgerundeter Fassade zur Lindenallee hin, in dem sich unter anderem eine Berlitz Sprachschule und bereits der Tabak- und Spirituosen-Händler Emil Wolsdorff befanden. Sein Nachfolger hat sein Geschäft heute schräg gegenüber in der Kettwiger Straße 2.
Das Grundstück des Hotels Königshof, das Hotel befand sich inzwischen im Besitz der Witwe Dinkheller, stand am 7. Oktober 1932 im Amtsgericht in der Zweigertstraße zur Zwangsversteigerung. Aus Mangel an Geboten wurde das Verfahren jedoch zunächst eingestellt. Am 20. Januar 1933 fand ein weiterer Zwangsversteigerungstermin statt, wobei nur die Stadt Essen ein Gebot von 100.000 Reichsmark abgab, und damit zu weit unter Grundstückswert lag. Deshalb wurde der Zuschlag abgelehnt.

### DeFaKa ab 1937

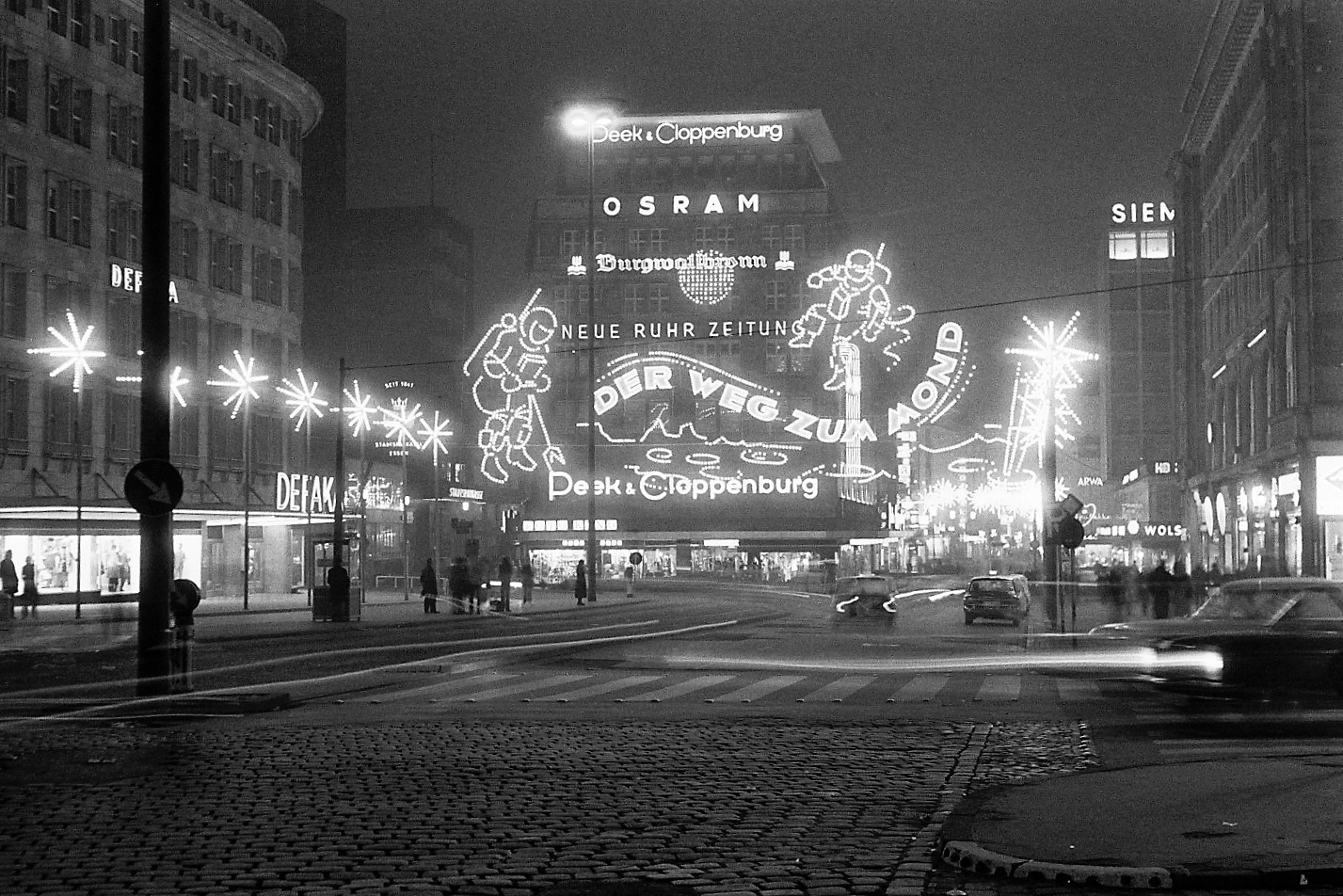
Links die abgerundete Fassade des ehemaligen DeFaKa-Hauses 1970

Anfang des Jahres 1937 wurde durch den Architekten Hanns Koerfer die neue Gesellschaft Königshof AG. Köln gegründet, die den Königshof in Essen erwarb. Hanns Koerfer, Sohn des Architekten Jacob Koerfer, ließ infolge im Frühjahr 1937 das Haus abreißen und in nur vier Monaten das DeFaKa-Gebäude mit zunächst weißer Natursteinfassade errichten. Das Ende 1937 eröffnete Kaufhaus ersetzte die Gebäude des Hotels Königshof und des nördlich angrenzenden Geschäftshauses und wurde dabei etwa 18 Meter nach Westen versetzt. Zusammen mit dem ebenfalls versetzten Neubau der Hauptpost wurde so der Eingangsbereich vom Hauptbahnhof zur Innenstadt geöffnet (1994 erhielt der Platz den Namen Willy-Brandt-Platz). Der sechsgeschossige DeFaKa-Bau besaß ebenfalls zur Lindenallee hin einen Rundbau.
Nach Zerstörungen beim letzten großen Bombenangriff der Alliierten auf Essen im Zweiten Weltkrieg brannte das Gebäude im März 1945 völlig aus. In der Nachkriegszeit wurde es wieder aufgebaut. Kurz nach dem Räumungsverkauf, der vom 9. bis zum 24. Juli 1976 stattfand, wurde es abgerissen. Zwischen Abriss und Eröffnung des neuen Horten-Kaufhauses im November 1977 war am Burgplatz eine provisorische DeFaKa-Verkaufsstelle eingerichtet worden.

### Horten / Kaufhof ab 1977

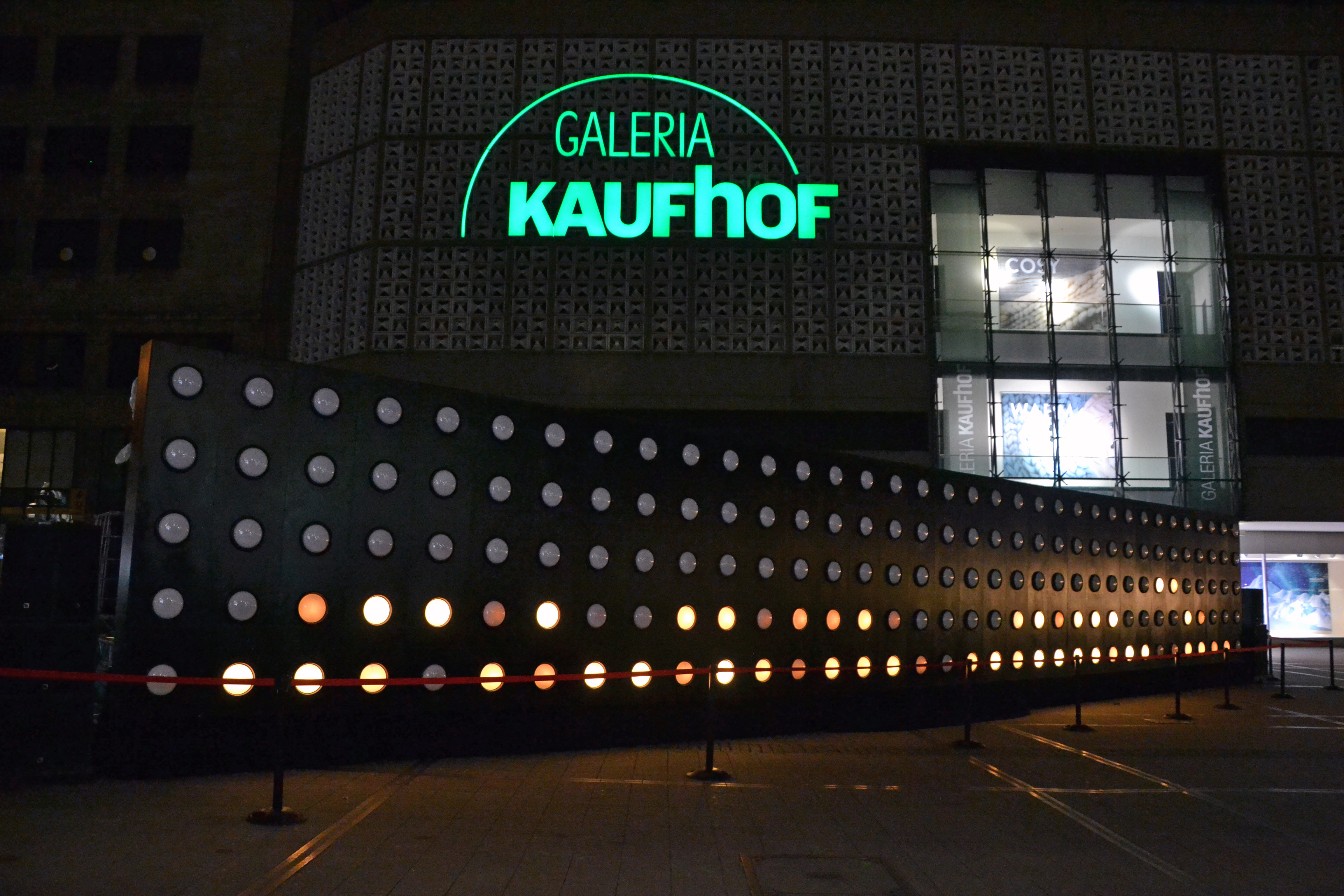
Galeria Kaufhof während des Light Festivals 2018

Die Horten AG übernahm 1954 DeFaKa und schloss 1976 in Essen deren letztes Kaufhaus. Am 24. November 1977 eröffnete das Horten-Kaufhaus, in dem bis zu 850 Menschen arbeiteten. Der Bau kostete rund 50 Millionen DM und besaß die vom Architekten Helmut Rhode entworfene charakteristische Hortenkachel-Fassade, wobei die jahrzehntealte Rundung zur Lindenallee wegfiel. Dabei wurde im Untergeschoss ein direkter Zugang zum U-Bahnhof Essen Hauptbahnhof ermöglicht. 1994 wurde Horten von Kaufhof übernommen. Am 14. Oktober 2020 schloss das seit 2019 von Galeria Karstadt Kaufhof betriebene Kaufhaus am Willy-Brandt-Platz.

## Heutiger Königshof seit 2024
Seit 2021 wurde das Gebäude des ehemaligen Kaufhof-Kaufhauses zu einem fünfstöckigen Büro- und Geschäftshaus umgebaut. Dabei wurde es entkernt und die markante Kachelfassade entfernt. Das Haus trägt wieder den Namen Königshof und hat eine Bruttogeschossfläche von 32.488 m². Im Untergeschoss entstanden Räumlichkeiten für zwei Supermärkte, ein Fitness-Studio und weitere Geschäfte, dabei wurde der Willy-Brandt-Platz teils unterbaut. Im Erdgeschoss richtet man eine Markthalle und ein Brauhaus ein. In den oberen Etagen entstanden Räume für Büros und eine Zahnarztpraxis. Für Pausen steht eine Dachterrasse bereit. Im Innern gibt es einen mit Glas überdachten Lichthof. Der direkte Zugang vom Untergeschoss zum U-Bahnhof Essen Hauptbahnhof blieb erhalten.
Die Architektur, die sich mit seinem Rundbau in Natursteinoptik an das ehemalige DeFaKa-Gebäude anlehnt, stammt aus dem Düsseldorfer Architekturbüro RKW Architektur +. Bauherr und Eigentümer ist die Kölner Haus- und Grundstücksverwaltung Dr. Koefer (Koerfer-Gruppe als langjährige Gebäudeeigentümerin, zurückgehend auf den Architekten Jacob Koerfer). Die Bauausführungen übernehmen die Hans Lamers Bau GmbH aus Jülich und die Friedrich Wassermann Bauunternehmung für Hoch- & Tiefbauten GmbH & Co. KG aus Köln.
Am 26. September 2024 wurde zunächst das Untergeschoss mit einem Aldi-Nord, einem türkischen Supermarkt und einem Fitness-Studio eröffnet. Wegen der direkten Anbindung an den Hauptbahnhof werden diese künftig auch an Sonn- und Feiertagen geöffnet sein. Kurz darauf eröffneten ebenfalls im Untergeschoss ein Friseur, ein Mobilfunkgeschäft und ein Backshop. Im September 2025 wird eine auf 2000 Quadratmetern im Erdgeschoss angesiedelte Markthalle mit rund 40 Marktständen eröffnen. Die erstandenen Speisen der Markthalle können in einer neuen Außengastronomie auf dem Willy-Brandt-Platz verzehrt werden. Zudem wird zeitgleich das bayrische Wirtshaus Der Löwe eröffnen. Es zieht vom Kopstadtplatz in den Königshof um und wird auf dem Willy-Brandt-Platz um einen Biergarten ergänzt.